# John Hirsch
John Stephen Hirsch OC (* 1. Mai 1930 in Siófok, Ungarn; † 1. August 1989 in Toronto, Kanada) war ein ungarisch-kanadischer Theaterdirektor und Regisseur.

## Leben
John Hirsch wurde am 1. Mai 1930 als Sohn der Eheleute József and Ilona Hirsch in Siófok, Ungarn geboren, die beide ebenso wie sein jüngerer Bruder István Opfer des Holocaust werden sollten. Hirsch überlebte, indem er sich dank der Hilfe eines Dienstmädchens die meiste Zeit des Zweiten Weltkrieges in Budapest versteckte. Nach dem Krieg war er zunächst in einem Flüchtlingslager für jüdische Kinder in Aschau untergebracht. Zusammen mit seiner Freundin aus Kindertagen, Marianne Bolgar, inszenierte er mit den Kindern Hans Christian Andersens Märchen Die Schneekönigin als Theaterstück im Lager. Über Umwege (Rumänien, Griechenland, Israel) kam er nach Kanada dank eines Kriegswaisenprojekts des kanadischen Jüdischen Kongresses. In Winnipeg angekommen, wurde er im Haushalt des Ehepaars Alex und Pauline Shack untergebracht. Er blieb den Eheleuten bis zu seinem Tode eng verbunden, auch wenn er später in New York und Toronto leben sollte, verbanden ihn starke Wurzeln mit Winnipeg.
1957 begründeten John Hirsch und Tom Hendry zusammen das Theatre 77, das sie im Folgejahr mit dem Winnipeg Little Theatre zusammenlegten und daraus das Manitoba Theatre Centre (MTC) formten, bei dem Hirsch für die künstlerische Leitung, Hendry hingegen für das Management zuständig war. Das Manitoba Theatre Centre wurde ein einflussreiches Theatermodell für viele regionale Theater in Kanada und den Vereinigten Staaten. Dies wird als der wichtigste Einfluss Hirschs auf das kanadische Theater angesehen. John Hirsch führte bei vielen Theaterstücken und Musicals am MTC Regie, das er 1965 verließ.
Im Laufe der Jahre führte er viele kanadische Theater, wie zum Beispiel Toronto’s Crest Theatre, das National Arts Centre, das Young People’s Theatre und das Shaw Festival. Seine Produktion von Henrik Ibsens Drei Schwestern beim Stratford Festival 1976 mit Maggie Smith, Martha Henry und Marti Maraden fand breite Anerkennung.
Er arbeitete von 1967 bis 1969 als künstlerischer Co-Direktor des Stratford Festivals, Leiter der Fernsehdrama-Abteilung der CBC von 1974 bis 1978 und künstlerischer Direktor des Stratfort Festivals von 1981 bis 1985. In der Zwischenzeit hatte er als beratender künstlerischer Direktor des Seattle Repertory Theater (1979–1981) gewirkt.
In den Vereinigten Staaten gewann John Hirsch den Outer Circle Critics’ Award für seine Produktion der Die Jungfrau von Orleans am Lincoln Center und einen Obie Award für AC/DC am Chelsea Theater in New York. 1975 errang er den New York Drama Critics’ Circle Award für seine Produktion The Dybbuk am Mark Taper Forum in Los Angeles. Dieses Stück hatte darüber hinaus auch übersetzt und adaptiert. Darüber hinaus führte er 1970 Regie am Habimah Theatre in Israel.
1967 ernannte man ihn zum Officer of the Order of Canada für seine Verdienste für die Aufführung der Künste.
John Hirsch verstarb an den Folgen einer durch eine HIV-Infektion verursachte Erkrankung in Toronto, Ontario, am 1. August 1989.

## Nachleben
1989 etablierte die Manitoba Foundation for the Arts den John Hirsch Award für die vielversprechendsten Schriftsteller Manitobas. Eine Stiftung aus dem Nachlass Hirschs sichert einen finanziellen Preis für die Nachwuchsschriftsteller dieser kanadischen Provinz, der durch eine Jury von bekannten Schriftstellern und Verlegern dieser Region vergeben wird. Zu den vergangenen Preisträgern gehörten zum Beispiel David Bergen, Miriam Toews, Alissa York und Chandra Mayor.